# Cryptorhopalum balteatum
Cryptorhopalum balteatum är en skalbaggsart som beskrevs av Leconte 1854. Cryptorhopalum balteatum ingår i släktet Cryptorhopalum och familjen ängrar. Inga underarter finns listade i Catalogue of Life.